# Aristide Pierre Maurin
Pour les articles homonymes, voir Maurin.
Aristide Pierre Maurin, également connu sous le nom Peter Maurin, est le cofondateur aux États-Unis, avec Dorothy Day, du Catholic Worker Movement.

## Biographie
Aristide Pierre Maurin est né à Oultet, hameau de la commune de Saint-Julien-du-Tournel, en Lozère, le 9 mai 1877 dans une famille de paysans pauvres. Il est le premier né d'une famille de 24 enfants issus de deux mariages. À cinq ans, il entre à l’école du village où il reste jusqu’à quatorze ans. Il passe alors le Certificat d’Études puis, à partir de 1891, il poursuit sa formation à Mende, au pensionnat Saint Privat dirigé par les Frères des écoles chrétiennes. Chez les frères, Pierre reçoit une formation classique, théologique, religieuse et pédagogique. Il a envie d’enseigner et devient lui-même Frère en 1895 après plusieurs années de préparation à Paris et aux alentours. Il est affecté dans différents établissements scolaires de la région jusqu’à son service militaire en novembre 1898. Il découvre le journal Le Sillon et le mouvement du même nom, fondé par Marc Sangnier. Pierre adhère à cette organisation. Ses vœux temporaires s’achèvent en 1903 : il ne les renouvelle pas. Il milite dans Le Sillon pendant quelques années surtout en participant aux réunions militantes et en vendant le périodique dans les rues de Paris. Mais quelques années après, une crise intervient au sein de l'organisation : Pierre ne partage pas l’enthousiasme de Sangnier pour les organisations syndicales. Par ailleurs, le conflit entre l’Église et l’État provoque la scission de ses idées avec celles du Sillon et Pierre démissionne du mouvement en 1906. Placé dans l’armée de réserve à la fin de son service militaire obligatoire, il avait effectué une période d’exercice d’un mois en 1904. En revanche, il ne répond pas à sa convocation de 1908. Il échappe aux recherches de la police pendant quelques mois puis quitte la France pour le Canada en 1909. Il sera finalement déclaré insoumis en 1911. 

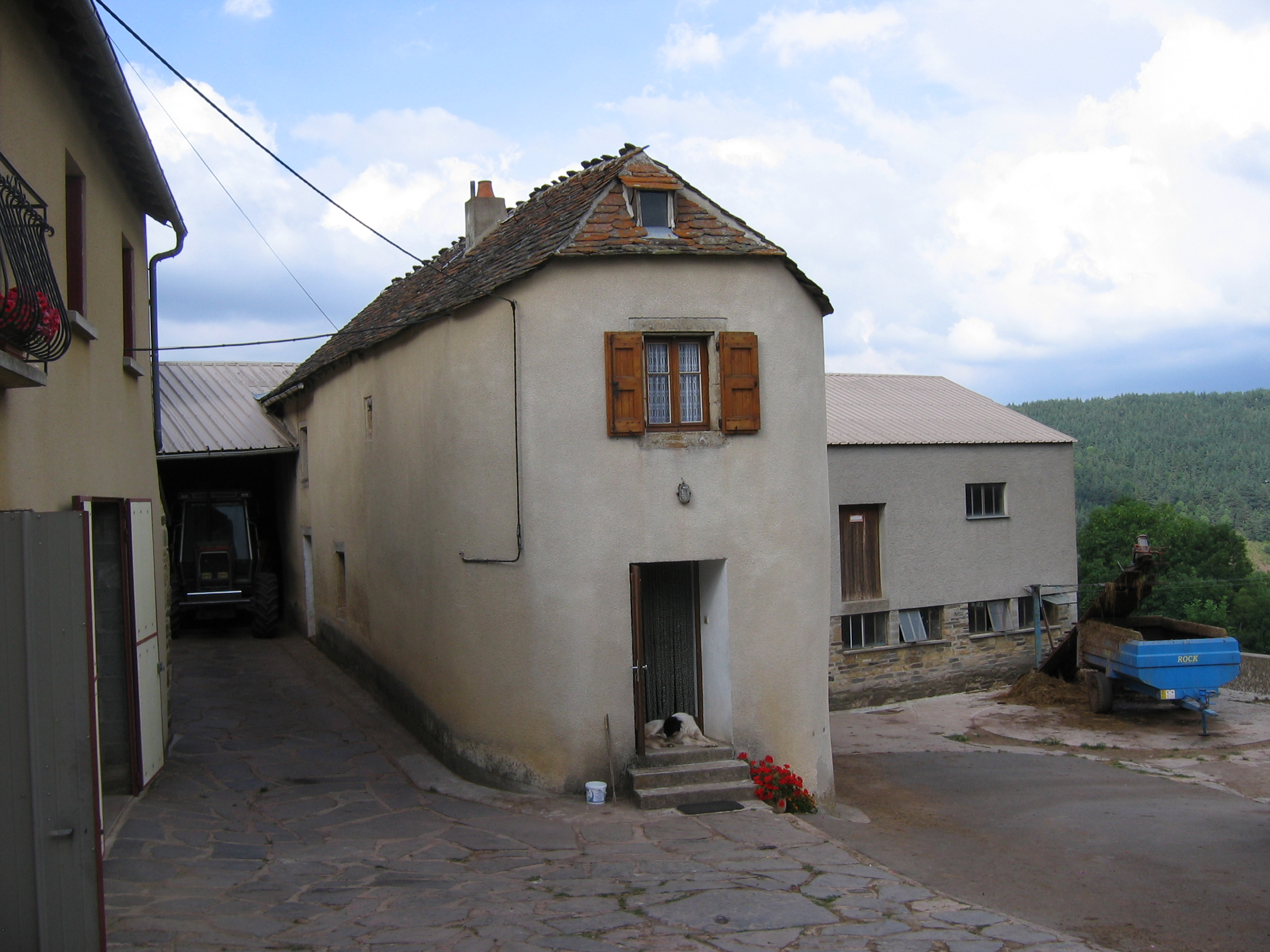
Maison natale de Peter Maurin à Oultet (Lozère)

Il y a deux raisons à ce choix : le Canada est un pays sans conscription et d’autre part le gouvernement canadien a lancé une grande campagne en faveur de l’immigration. Il vend des terres et des fermes à des prix dérisoires. Pierre s’établit dans la Saskatchewan, avec un associé rencontré pendant le voyage. Deux ans après, l’associé décède accidentellement et Pierre abandonne l’exploitation qu’il ne peut plus assurer seul. Il parcourt le Canada comme ouvrier agricole, puis terrassier creusant des canaux d’irrigation, tailleur de pierre, poseur de rails, etc.
Enfin, en 1911, il se décide à passer aux États-Unis qu’il parcourt en fonction des emplois qu'il trouve dans les mines de houille, les mines de plomb, les aciéries, les scieries, une briqueterie, etc.  On le voit en Pennsylvanie, en Ohio, en Iowa, à Chicago, à Decatur, à Saint-Louis, à New York. En 1913, il prend le train « à crédit », comme il dit. On le met quelques jours en prison. À sa sortie, il reprend ses voyages à travers les États de la Prairie, toujours en effectuant des travaux mal rémunérés et précaires. Enfin, il revient à sa vocation de professeur à partir de 1917. Des enseignants de langue française sont engagés dans l'armée du fait de l’entrée en guerre des États-Unis. Cependant, les besoins existent toujours. Pierre est sollicité par des particuliers. Il donne alors des cours de français, à domicile puis dans une petite école qu’il ouvre à Chicago, employant plusieurs professeurs. Pour la première fois, c’est une relative aisance. Mais Pierre donne l'essentiel de ses gages à des pauvres ou à des communautés charitables. Chacun le rémunère selon ses possibilités. Il en sera ainsi jusqu’à sa mort.
En 1925, il se fixe principalement à New York mais il continue à sillonner le pays pour y exposer sa conception idéale du monde et la manière d’y parvenir. Il organise des réunions contradictoires pendant lesquelles il rappelle les principes de l’Évangile. Il interpelle même les Évêques pour qu’ils fassent « cliqueter les encycliques ». Il fréquente assidûment les bibliothèques et étudie l'histoire, l'économie, la philosophie .  Mieux que ses interlocuteurs, il a lu Proudhon, Marx, Lénine, Kropotkine... Il prône un ordre social imprégné des valeurs chrétiennes et il s’emploie à diffuser ses idées. Il le fait partout où l’occasion se présente, dans les paroisses, dans les Universités, chez les Rotariens et même dans les rues et dans les parcs. Ainsi, Pierre devient un propagandiste connu, admiré par les uns, craint par les autres. On l’invite à présenter ce qu’il appelle ses « petites compositions ». Car Pierre écrit régulièrement pour formaliser sa pensée. Certaines conférences sont imprimées par des disciples généreux et diffusées gratuitement à plusieurs centaines d’exemplaires.

## Catholic Workers
C’est en pleine crise économique que Pierre, qu’on appelle désormais Peter, rencontre une journaliste, Dorothy Day, ancienne communiste, reporter au Socialist Call et à New Masses. Elle s’est convertie récemment au catholicisme. Elle vient de mener pour le journal Commonweal une enquête auprès du Conseil des chômeurs à Washington. Elle y a vu le défilé des marcheurs de la faim, délégués miséreux des chômeurs et des pauvres qui, bannières déployées, implorent l’aide des autorités et le soutien de la population. Dorothy s’est sentie fortement pressée de secourir cette pauvreté grandissante. Peter Maurin a lu les articles publiés par Dorothy et il sent qu’elle partage beaucoup de ses idées. Il souhaite la voir et se rend chez elle. Leur premier entretien est le prélude à de longues heures de conversation, quasi quotidiennes, qui commencent alors. En pédagogue avisé, Peter complète la formation de Dorothy sur le plan religieux, économique, politique.... Peter Maurin pousse son interlocutrice à se tracer également un programme d’action. Etant journaliste, elle devrait éditer un périodique destiné aux hommes de la rue dans le langage des hommes de la rue.
Ainsi est créé The Catholic Worker, un journal dont le premier numéro sort le 1er mai 1933. Son tirage atteint rapidement 25 000 exemplaires ; 110 000 sont diffusés en un an (Sheehan). Dorothy y rend compte des questions posées par la crise, le chômage, la pauvreté, la détresse des sans-abri, les conditions de travail. Peter préfère de beaucoup dire comment devrait et pourrait être le monde.  Pour ce faire, il propose trois types d’action : des « discussions autour d’une table, la création de maisons d’hospitalité et la fondation d’universités rurales ».
En 1936, il publie ses « petites compositions » sous la forme d’un livre, « Easy Essays », réédité plusieurs fois jusqu’à aujourd’hui. Peter propose une réponse globale à la crise économique qui frappe l’Amérique, avec le chômage et la misère. Il prône une pauvreté librement consentie, communautaire, accompagnée d’un retour à la terre et à quelques valeurs simples. La devise de sa « révolution verte » tient en trois mots « culte, culture, agriculture ». Peter s’exprime le plus souvent sous forme d’aphorismes, dans une langue très simple pour être comprise par le plus grand nombre. 
Il aborde de multiples sujets qui attirent l’attention sur le programme de l’église pour la « reconstruction d’un ordre social », en se fondant sur les encycliques, spécialement Rerum Novarum  et Quadragesimo Anno de Pie XI (1931). Les Essays et les articles de Peter sont décapants. « Je veux du changement, un changement radical » écrit-il. Cela concerne l’église : «Il faudra bien que l’église romaine fasse autre chose que temporiser ; il faudra qu’elle traduise en actes une partie du dynamisme de son message. Faire exploser la dynamite d’un message est la seule façon de rendre le message dynamique. Si l’église catholique n’est pas aujourd’hui la force sociale dominante et dynamique, c’est que les penseurs catholiques n’ont pas su faire exploser la dynamique de l’église ». Les banquiers et les classes supérieures ne sont pas épargnés : « Lorsque les comptes bancaires sont la norme des valeurs, la classe supérieure établit la norme. Lorsque la classe supérieure ne se soucie que d’argent, elle ne se soucie pas de culture. Et quand personne ne se soucie de culture, la civilisation se désintègre ». La radicalité des mesures préconisées par Peter a un aspect « utopiste anarchiste ».  Par exemple, pour éviter l’inflation, il préconise une loi rendant « immédiatement illégaux tous les intérêts sur l’argent prêté ». Quant au principal de la dette il ne sera remboursé par les emprunteurs qu’à raison « de un pour cent pendant une période d’une centaine d’années » ! Proposition radicale sans doute, utopique certainement.
Avec Dorothy Day, il réalise ce qu’il a imaginé depuis de nombreuses années : Les « Maisons d’hospitalité ». « Nous avons besoin des Maisons d’hospitalité pour donner aux riches l’opportunité de servir les pauvres. Elles offrent hébergement et travail aux chômeurs, aux migrants, aux veuves et aux miséreux. Pour Peter, «  le devoir d’hospitalité n’est ni enseigné ni pratiqué dans les pays chrétiens ». C’est d’autant plus paradoxal que ça l’était dans l’église primitive et que « c’est toujours pratiqué dans les pays musulmans ». Peter déplore cette situation auprès des évêques, dont en vain il sollicite l’aide pour financer son projet. Finalement, ce sont surtout des donateurs laïcs qui ont fourni l’argent nécessaire à la création des « Maisons d’hospitalité ». Aujourd’hui, les communautés de Catholic Worker sont au nombre de 208 aux États-Unis et elles existent dans 28 pays. Beaucoup d’entre elles portent le nom de Peter, ou celui de Dorothy voire celui des deux fondateurs. Il n’y a pas de « siège » du mouvement Catholic Worker et chaque maison est indépendante. Si bien que chacune a sa personnalité. La plupart revendiquent une obédience catholique mais certaines sont interreligieuses et le multiculturalisme se développe. Elles vivent de dons en espèces ou en nature, de la vente de produits fabriqués ou cultivés par la communauté, mais aussi des salaires de ceux qui peuvent travailler à l’extérieur. Dans les fermes, la part d’autoconsommation est prépondérante.
Ainsi, l’œuvre de Peter Maurin se poursuit à travers le monde : ses livres se lisent encore, le journal Catholic Worker se vend toujours et les communautés sont bien vivantes. Des biographies et des travaux universitaires sont consacrés régulièrement au mouvement. 
Peter est décédé en 1949, dans la pauvreté, et si l’on peut encore voir sa tombe au cimetière Saint John, à Queens, ce Lozérien atypique est quasi ignoré en France. Ses archives sont conservées à l’Université Marquette. Aux États-Unis, son nom est encore connu bien qu’il soit un peu éclipsé par celui de Dorothy Day. C’est pourtant elle qui appelait Peter Maurin, « le Saint François des temps modernes ».

## Source
- Ellis Marc H. "Peter Maurin, prophet in the twentieth century", Paulist Press, New York/Ramsey, 1981
- Maurin, Peter, Easy Essays, Catholic Workers reprint series, Wipf & Stock, Eugene, Oregon, 2010
- Arthur Sheehan, Peter Maurin, Gay Believer, New York, 1959.
- Baum, Gregory, Chrétiens dans la mouvance anarchiste, Revue Relations/Centre justice et foi, no 682, février 2003, lire en ligne.
- Day, Dorothy, La longue solitude, Les Editions du Cerf, Paris, 1955, 373 pages.